# Jack Ward (pirata)
John Ward o Birdy (1553 –1622), también conocido como Jack Ward o más tarde como Yusuf Reis, fue un pirata inglés-otomano que se convirtió al Islam y se convirtió en un corsario de Berbería para el imperio otomano que opera desde Túnez . durante principios del siglo XVII.
Según el escritor Giles Milton, Jack Sparrow se inspiró en este pirata inglés del siglo XVII.

## Biografía

### Primeros años
Lo poco que se sabe sobre los primeros años de vida de Ward proviene de un panfleto supuestamente escrito por alguien que navegó con él durante sus días de pirata. Ward parece haber nacido alrededor de 1553, probablemente en Faversham, Kent, en el sureste de Inglaterra. Como muchos nacidos en las zonas costeras, pasó su juventud y los primeros años de su adultez trabajando de la pesca. Después de la fallida invasión de Inglaterra por la Armada Española en 1588, Ward encontró trabajo como corsario, saqueando barcos españoles con una licencia de la reina Isabel I de Inglaterra. Cuando Jaime I de Inglaterra puso fin a la guerra con España al asumir el trono en 1603, muchos corsarios se negaron a renunciar a su sustento y simplemente continuaron saqueando. Aquellos que lo hicieron fueron considerados piratas porque ya no tenían licencias válidas – llamadas cartas de marca – emitidas por el estado.
Alrededor de 1604, Ward supuestamente entró en servicio en un barco que navegaba bajo la autoridad del Rey (la Royal Navy aún no se había convertido en una institución formal), donde fue colocado en la Flota del Canal y sirvió a bordo de un barco llamado Lyon's Whelp .

### Piratería
Según Andrew Barker, un cautivo de Ward que escribió A True & Accurate Account of the beginning, proceedings, overthrows, and now present estate of Captain Ward and Danseker, Ward estaba bebiendo en una taberna de Plymouth con treinta de sus compañeros de barco. Se alega que dijo:

"Amigos míos, dijo él, ¿qué se debe hacer? Aquí hay un mundo escorbuto, y como vivimos escorbutamente en él, nos alimentamos aquí del agua, de la carne salada del rey, sin un centavo para comprarnos un bissell cuando lleguemos a tierra. Deléitese, cene y sea feliz, cada uno a cargo de su propia bolsa. Esta noche, cuando el Capitán y los Oficiales no conjeturen más que que estamos secando la olla, estaremos sumergiéndonos hasta el fondo en las bolsas de Fugitivos"
Andrew Barker

Ward y sus colegas desertaron y robaron una pequeña bricbarca de 25 toneladas del puerto atracada en el puerto de Portsmouth. Los camaradas de Ward lo eligieron capitán, uno de los primeros precedentes de piratas que eligieron a su propio líder. Navegaron a la Isla de Wight y capturaron otro barco, el Violet, un barco del que se rumoreaba que transportaba el tesoro de los refugiados católicos. El barco resultó estar vacío de tesoros, pero el emprendedor Ward la usó para capturar un barco francés mucho más grande.
Ward y sus hombres navegaron hacia el Mediterráneo, donde pudo adquirir un Flyboat holandés de treinta y dos cañones, al que rebautizó como The Gift. Ward navegó primero hacia Argel, pero varios de sus hombres fueron arrestados al ingresar a la ciudad. Argel había sido atacado por otro marinero inglés, Richard Giffard, solo unos meses antes. Navegaron a la ciudad portuaria del Atlántico marroquí Salé, en el Sultanato saadí, donde en 1605 varios marineros ingleses y holandeses, incluidos Richard Bishop y Anthony Johnson, se unieron a la tripulación de Ward.
En el verano de 1606, Ward capturó un dhow en el Estrecho de Gibraltar que supuestamente transportaba esclavos católicos. En agosto de 1606, Ward hizo arreglos con Uthman Dey para utilizar Túnez como base de operaciones. Uthman Dey, o Kara Osman Dey, era el comandante del cuerpo de jenízaros en Túnez. Esa guarnición suplantó al Pasha de Túnez como gobernantes de Túnez en 1598, convirtiendo a Uthman Dey en el dictador militar de la ciudad. De acuerdo con su acuerdo, Uthman Dey tendría preferencia sobre todos los bienes, recibiría hasta el diez por ciento de todos los bienes capturados.
A principios de noviembre de 1606, Ward capturó al mercante inglés John Baptist al mando del capitán John Keye. Cambió el nombre del mercante Little John en honor al héroe popular inglés Little John. Desde esta base, Jack Ward pudo capturar fácilmente muchos barcos de varios estados europeos. Su principal lugarteniente, William Graves, capturó un pequeño mercante inglés llamado York Bonaventure capitaneado por Andrew Barker. Los lances más ricos en estas primeras expediciones fueron los valiosos barcos venecianos Rubi, capturado el 16 de noviembre de 1606 y el Carminati, capturado el 28 de enero de 1607.

### LaReniera e Soderina
John Ward equipó al Gift, el Little John, el Rubi y el Carminati para la piratería a fines del invierno y principios de la primavera de 1607. Su flota se dirigía al mar Adriático cuando fueron dispersados por una terrible tormenta. Ward, a bordo de Gift, encontró solo al Rubi antes de dirigirse al Mediterráneo oriental. El 26 de abril de 1607, entre Chipre y Turquía, Ward vio "un gran barco de catorce o mil quinientas toneladas" llamado Reniera e Soderina.
Rubi tenía 400 toneladas y el Gift solo 200 toneladas, pero la tripulación eligió atacar al Reniera e Soderina. Lucharon en un tiroteo de tres horas, pero el Reniera e Soderina era demasiado grande para maniobrar con vientos ligeros, por lo que sus armas nunca dieron en el blanco. Los barcos de Ward lograron perforar su casco cinco veces, encendiendo pacas de heno en llamas en el interior. Finalmente, Ward ordenó a sus barcos cerrar y prepararse para abordar.
La tripulación del Reniera e Soderina votó para luchar y repeler el grupo de abordaje, y el capitán les entregó armas cortas. Sin embargo, una volea bien sincronizada de una baña encadena del Rubi golpeó al menos a dos defensores, desgarrándolos. El carpintero a bordo del Reniera e Soderina se enfrentó a su capitán y le dijo que se rindiera o se enfrentaría a un motín. El capitán accedió y Ward capturó al Reniera e Soderina sin más lucha. Según Andrew Barker, su cargamento "se estimaba en un valor mínimo de dos millones de libras".
El gobierno inglés no estuvo de acuerdo. Estimaron que la carga valía solo £ 500,000. Aun así, un informe del embajador veneciano en Londres le dijo al consejo privado que Venecia estaba cerca de declarar la guerra a Inglaterra debido a la piratería de Ward. Ese embajador, el secretario Esposizioni, escribió:

"Ese famoso pirata, Ward, tan conocido en este puerto por el daño que ha hecho, es sin duda el mayor sinvergüenza que jamás haya zarpado de Inglaterra. Ha reparado un barco veneciano. El Reniera e Soderina y la convirtió en un bertón, con cuarenta piezas de artillería de bronce en la cubierta inferior y veinte en la cubierta superior. Le ha dado su antiguo barco al Capitán [Graves] y estos dos y otros cuatro barcos forman seis barcos de combate en total".
Esposizioni

El embajador inglés en Venecia aseguró al Consejo:

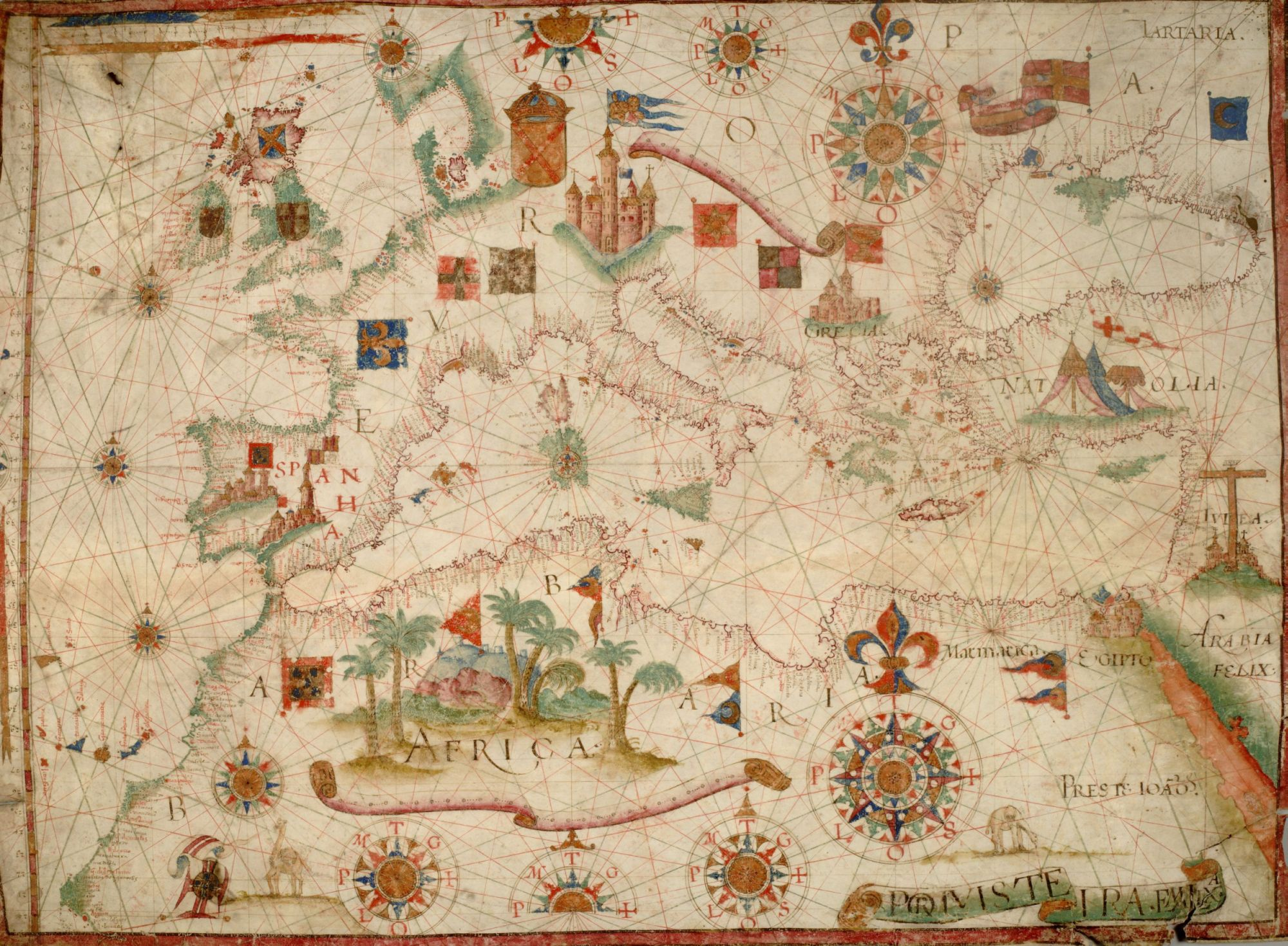
Carta náutica del mar Mediterráneo en 1600

"En cuanto a Ward, que capturó a la Soderina y la transformó en un berton, recibirá una cálida recepción si llega a estas aguas".
Esposizioni

### Conversión al Islam
Tras su regreso a Túnez en junio de 1607, Ward equipó al Reniera e Soderina en una poderosa carabela. La tripulación recortó al menos 20 nuevos puertos de armas en su casco para acomodar las 60 armas de bronce. Partió a navegar a principios de 1608. Luego, en marzo, un barco vio los restos de otro barco frente a la costa de Grecia, y comenzaron a correr rumores de que era el Reniera e Soderina y que John Ward estaba muerto. 
Ward le pidió a Jacobo I de Inglaterra un perdón real que fue denegado debido a una amenaza de guerra de Venecia, ya que Ward había atacado muchos barcos venecianos y regresó a Túnez de mala gana. Uthman Dey, un oficial otomano de Túnez, cumplió su palabra y le concedió protección. Aceptó el Islam junto con toda su tripulación, cambió su nombre a Yusuf Reis con el apodo de Chakour o Chagour ya que usaba un hacha en su piratería y se casó con una mujer italiana mientras continuaba enviando dinero a su esposa inglesa. En 1612, el dramaturgo inglés Robert Daborne escribió una obra de teatro llamada A Christian Turn'd Turk sobre su conversión. 
Es dudoso que los ingleses conversos al Islam en Túnez tuvieran que seguir estrictamente la religión: el viajero francés Laurent d'Arvieux visitó la ciudad a finales de ese siglo y tomó nota de su actitud liberal hacia la religión.

### Últimos años
Un marinero inglés que lo vio en Túnez en 1608 supuestamente describió a Ward como "muy bajo, con poco cabello, bastante blanco, calvo en el frente; rostro y barba morenos. Habla poco y casi siempre jurando. Borracho desde la mañana hasta la noche... Los hábitos de una sal minuciosa. Un tonto y un idiota fuera de su oficio."
Durante los años siguientes, baladas y panfletos condenaron a John Ward por convertirse en corsario del islam.
Ward continuó incursionando en la navegación del Mediterráneo, y finalmente comandó toda una flota de corsarios, cuyo buque insignia era un veneciano de sesenta cañones. En 1609 tenía su base en La Goleta, puerto de Túnez, pero el mismo año debió huir de la ciudad por el ataque de Luis Fajardo y Chacón, que destruyó todas las flotas piratas locales. Continuó con su carrera en La Mamora, que también fue arrasada posteriormente por Fajardo.
Después de 1612 terminó su carrera en la piratería, eligiendo enseñar artillería y navegación a los corsarios más jóvenes. Se benefició enormemente de su piratería, retirándose a Túnez para vivir una vida de opulenta comodidad hasta su muerte en 1622, a la edad de 70 años, posiblemente a causa de la peste .

## Legado
Desde 1609 hasta 1615 se escribirían decenas de obras de teatro, baladas, memorias, panfletos y libros sobre el Archipirata de Inglaterra. Los más destacados incluyen A Christian Turn'd Turk de Robert Daborne, Captain Ward and the Rainbow, entre otros...
Se ha sugerido que su apodo era "Sharkey" y que este fue el origen del apodo que ahora se le da a cualquier miembro de la Royal Navy con el apellido "Ward".
Numerosas series de televisión y películas se han basado en Jack Ward.
Para sus contemporáneos, Ward era una figura enigmática, en cierto modo como un Robin Hood, pero en los siglos XVI y XVII, muchos piratas ingleses operaban desde la desembocadura del río Sebú y se aprovechaban de los barcos del Mediterráneo. Se suponía que Ward había salvado a los barcos ingleses mientras atacaba a los barcos "papistas". A John Ward y Simon Danseker se les atribuye la introducción de los corsarios de berberisca en el uso de vela de cuadra del norte de Europa.
La balada "Captain Ward and the Rainbow " muy probablemente esté basada en Jack Ward.
Un relato ficticio de la carrera de Ward aparece en la novela histórica de Thomas Costain For My Great Folly, que se publicó en 1942.
En la década de 2010, varios periódicos y sitios web turcos popularizaron una hipótesis presentada en el periódico Derin Tarih de que John Ward podría ser la inspiración para el personaje Jack Sparrow de la serie de películas Piratas del Caribe. La revista BBC History también reveló a John Ward como el pirata detrás del personaje.

## Otras lecturas
- Esta obra contiene una traducción total derivada de «Jack Ward» de Wikipedia en inglés, concretamente de esta versión del 11 de septiembre de 2022, publicada por sus editores bajo la Licencia de documentación libre de GNU y la Licencia Creative Commons Atribución-CompartirIgual 4.0 Internacional.

- Bak, Greg. Pirata de Berbería: La vida y los crímenes de John Ward, el corsario más infame de su tiempo . Stroud, Reino Unido: Sutton Publishing Ltd. 2006.ISBN 0-7509-4350-5
- Costain, Thomas, Por mi gran locura, 1942
- Tinniswood, Adrián. Piratas de Berbería: corsarios, conquistas y cautiverio en el Mediterráneo del siglo XVII . Riverhead Tapa dura, 2010.ISBN 1-59448-774-X
- Peter Lamborn Wilson. Utopías piratas: corsarios moros y renegados europeos[1]